# Alienation (jeu vidéo)
Alienation est un jeu vidéo de type shoot 'em up développé et édité par Housemarque, sorti en 2016 exclusivement sur PlayStation 4.

## Synopsis
Alienation est un jeu de tir isométrique à deux joystick qui se déroule dans un futur où les extraterrestres envahissent la Terre. Après qu'une grande partie de la population ait été assassinée ou mutée,  le sort de l'humanité repose sur un groupe de quatre soldats d'UNX (un groupe militaire réuni pour aider à prévenir les attaques extraterrestres). 

## Système de jeu
Le jeu propose un mode solo, un mode coopératif local et un mode multijoueur qui permet à quatre personnes de jouer à la fois, chaque joueur contrôlant un soldat modifié de l'une des trois classes de personnages: Bio-Spécialiste, Saboteur et Tank. 
Chaque classe a ses propres armes, mécanismes de mouvement et capacités, et peut être "augmentée" au niveau trente. :
- Le bio-spécialiste peut soigner les autres membres de l'équipe et créer des sentiers empoisonnés.
- Le tank est capable de créer un bouclier derrière lequel les joueurs peuvent se tenir debout et peuvent «tout emporter», permettant aux joueurs de manœuvrer plus facilement.
- Le Saboteur a la capacité de devenir invisible et peut appeler des frappes aériennes en cas de besoin.

Les joueurs se défendent contre des hordes d'aliens à travers des niveaux de plus en plus difficiles.  En mode multijoueur, les joueurs peuvent se ressusciter et utiliser les points de contrôle dans les niveaux pour réapparaître s'ils meurent. 
Les joueurs peuvent trouver de nouvelles armes lors de largages aléatoires. De nombreuses armes contiennent des emplacements pour l'insertion de « noyaux d'amélioration » ; selon le noyau, les améliorations peuvent affecter la cadence de tir d'une arme, la taille de la zone de dégâts, les dégâts ou d'autres mécanismes. 
Des objets et des butins aléatoires, tels que de nouvelles armes (et plus puissantes) et des noyaux d'amélioration, tombent à des intervalles aléatoires et lorsque les ennemis sont vaincus. La classe d'une pièce d'armure diffère par sa rareté, allant de la classe Stock à la classe légendaire. Les objets indésirables peuvent être convertis en métal, qui est ensuite utilisé pour relancer les statistiques d'une arme. 
La visée est accomplie en ciblant un laser bleu dans la direction qu'un joueur souhaite tirer. Les joueurs peuvent « se précipiter et se mêler », renversant de nombreux ennemis à la fois pour se donner plus d'espace.
Lorsqu'un joueur accumule suffisamment d'expérience, il monte de niveau et peut dépenser des points sur trois capacités actives et trois capacités passives, choisies parmi plusieurs options sur un trio d'arbres de compétences. Chaque capacité a un temps de recharge, obligeant les joueurs à les utiliser stratégiquement. Les points peuvent être échangés d'un arbre de compétences à un autre à tout moment. Lorsqu'un joueur meurt, son multiplicateur d'expérience est réinitialisé. 
Lorsque le mode histoire d'Alienation est terminé, le joueur débloque des missions avec des missions de type prime et des quêtes avec des objets spéciaux comme récompenses. Le joueur débloque des ennemis plus difficiles, des armes plus puissantes et la capacité de terminer des niveaux difficiles, générés de manière procédurale, définis dans le vaisseau spatial de l'étranger. 
Deux types de «clés» sont déverrouillés à la fin de la partie. Les clés UFO sont utilisées pour les "courses de butin", et les clés d'arche sont utilisées pour les combats joueur contre joueur.

## Développement
Alienation a été développé par la société finlandaise de jeux vidéo Housemarque et publié par Sony Interactive Entertainment. Le jeu est sorti le 26 avril 2016 exclusivement pour PlayStation 4. Le jeu, dont une allusion a été faite en janvier 2014, a été annoncé lors de la conférence Sony Gamescom 2014. 
Dans un article de questions-réponses sur le blog PlayStation en avril 2014, Mikael Haveri de Housemarque a déclaré qu'ils étaient inspirés pour beaucoup de leurs jeux par d'autres jeux. Haveri a cité Dark Souls et Demon's Souls comme exemples, disant qu'ils « prennent un concept que les développeurs aiment, et essaient de l'améliorer ou de le modifier ». Il a noté la possibilité de références à d'autres jeux Housemarque, similaire à la façon dont l'incorporation de Resogun se fait dans Dead Nation.
En avril 2015, les développeurs ont publié des détails sur le gameplay d'Alienation, en disant qu'il comporterait trois classes de personnages, beaucoup de butin et de personnalisation d'armes. Le même jour, Housemarque a publié une vidéo de jeu pré-alpha de deux minutes et demie démontrant la fonctionnalité de jeu coopératif. 
Début 2016, Alienation a été présentée à la PlayStation Digital Showcase de Sony. 
Alors que Sony avait annoncé une sortie dans le courant de 2015, le jeu a été retardé jusqu'au 2 mars 2016 et puis au 23 mars. Avant un dernier retard reportant sa sortie au 26 avril, date à laquelle il faisait partie de la promotion Sony PlayStation Store Launch Party 2016: six jeux sortis sur une période de sept semaines.